# 火薬入れ

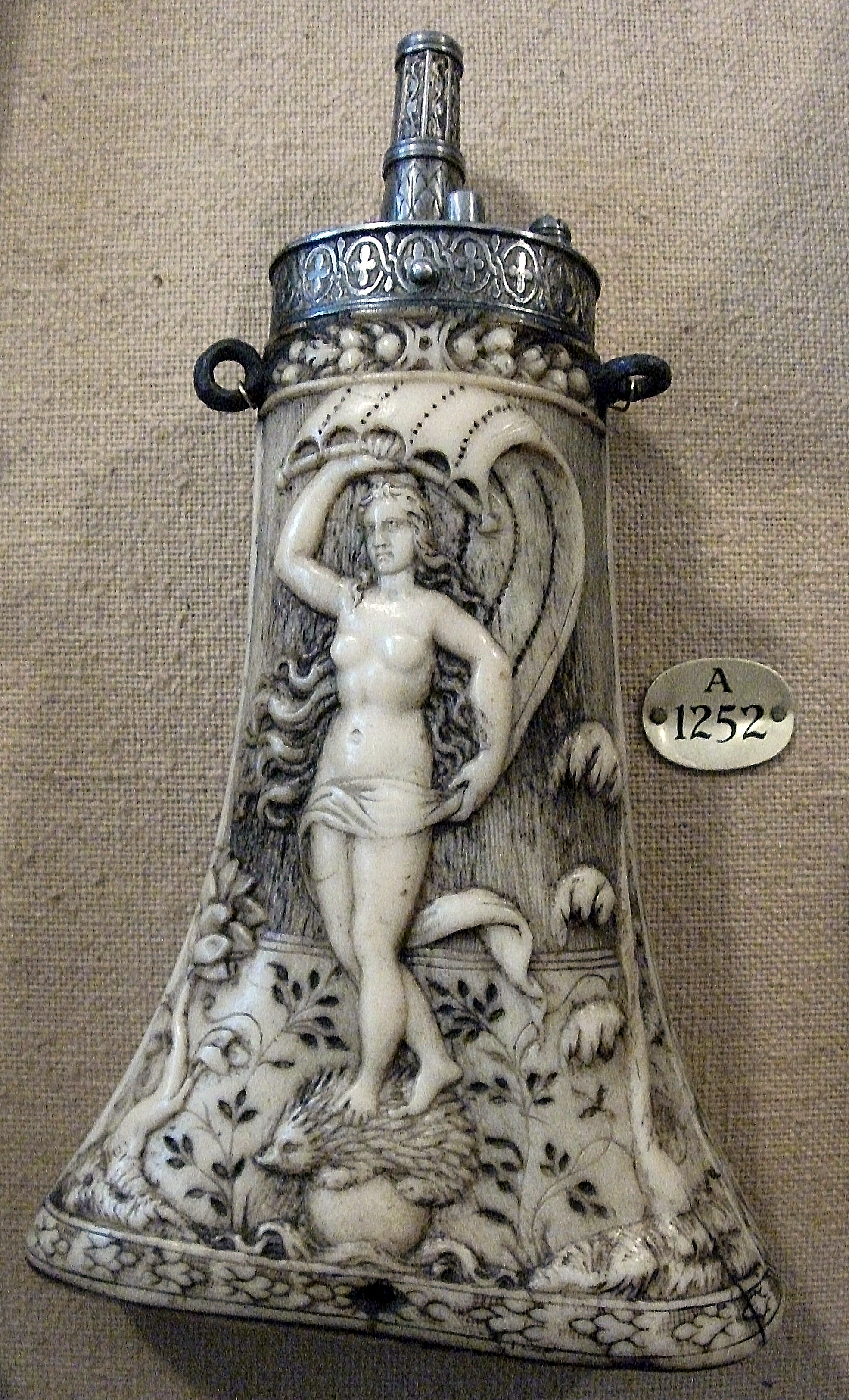
シカ角と鉄で作られたドイツの火薬入れ。1570年ごろ。球に乗るハリネズミの上には女神フォルトゥーナが立っている。

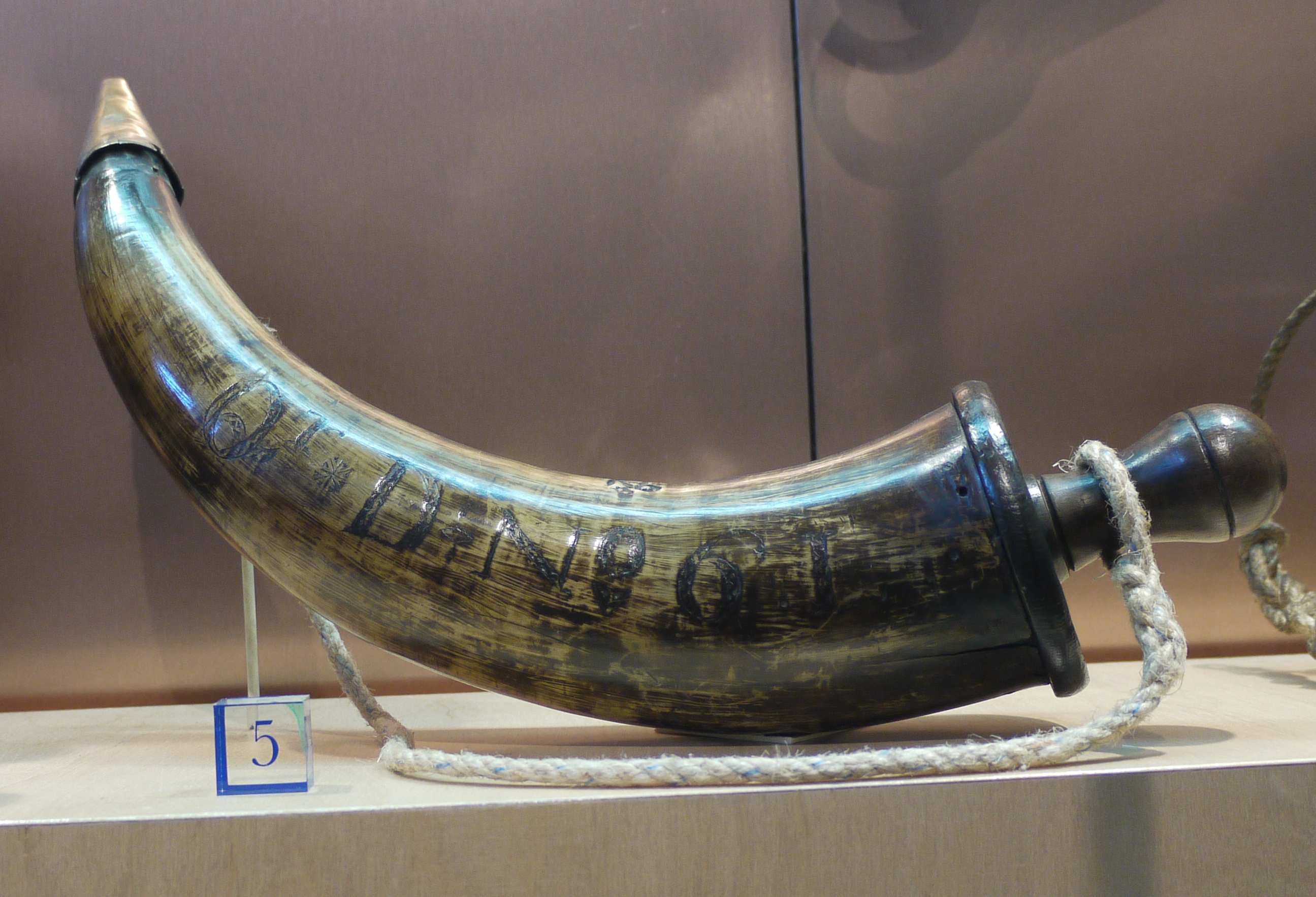
イギリス海軍のパウダーホーン

火薬入れ（かやくいれ）とは、火薬を入れるための小型の容器であり、19世紀に紙製薬莢が広まる以前の前装式小銃の射撃装備としては必須の器具である。これらは非常に精巧な装飾の芸術的作品から、一般向け容器の質素な形状まで多種にわたっており、広く収集されている。多くは軍の支給品として規格が統一されているが、華美な装飾が施されたものは射撃競技に用いられるのが普通だった。
「Powder horn」（牛角製火薬入れ）という語は、しばしば他の種類の火薬入れを示す言葉として用いられる。しかしこれは、厳密にはウシ科の角をくり抜いて製造した火薬入れのサブカテゴリーである。火薬入れは非常に多様な素材と形状で作られている。ただし、打撃された時に火花を発しやすい鉄などの金属類は、通常避けられた。彫刻や切削できる雄シカの枝角は非常に一般的な素材だった。しかし木材や銅もよく用いられており、インドでは象牙が使われた。角状の製品は別として、一般的な火薬入れの形状は枝角をベースとしたY字状の物か、平たい洋ナシ型でストレート形状の口がついたものだった。円形で平たい形状のものもある。大型の火薬入れには、側面がへこんだラインの、全体としては三角形状のものがある。これは小型の火薬入れとは異なり、地面に立てることができる。枝角や角を用いたタイプのデザインの多くには、蓋をするため、幅広で密閉できる穴が空いており、ここに火薬を振り出すための小さな口が設けられている。多様な装置が適正な薬量を振り出すために用いられた。適切な量の火薬を振り出すことは重要であり、火薬はパウダー・メジャーやチャージャーの中へと振り出された。1600年頃という初期から、ドイツの火薬入れには「異なる薬量にあわせて調節可能な伸縮自在のバルブ」が付属する銀製の口がついていた。

## 使用
あらかじめ包んでおく形状の紙製薬莢は中世にさかのぼるが、これらは数世紀の間、量産されるというよりも、射撃手や従僕によって作られており、散らばりやすい火薬を入れるための容器が必要とされた。現代の弾薬と異なり、紙製薬莢は銃に挿入するものではなく、あらかじめ決められた量の火薬を紙製の包みに貯めておくもので、しばしば球形の弾丸も同様に包まれていた。銃に装填するためには、包みに穴を開け、火薬が空になるまで銃口と火皿に注ぎ、弾丸を紙ごと装填して詰め物にし、さらにしっかりと火薬を突き固めた。特に戦闘中においては、発砲するごとに火薬を計り直すのに比べ、紙製薬莢を使用することは、素早くて便利な方法だった。しかしこれら弾薬の19世紀まで大規模生産されることは無く、その時代になっても主に軍用に広まっただけだった。これは後装式の銃器と自己完結式の金属薬莢が使用されるようになるまで、民間人は余分の費用を払うことを好まなかったためである。前装式の小銃を装填する際の、重要な安全上の懸念としては、射撃の直後に前装式小銃を再装填する際、銃身内には未だに火が着いた小さな紙屑が存在しており、これらは新しく注がれてきた火薬をフラッシュのように点火させる原因になる、というものがあった。装填手が銃身の端部に接していない限り、深刻な怪我には至らなかったが、もし火花が火薬の主な供給源である火薬入れに達した際には、命を落としかねない危険な爆発を起こす可能性があった。サー・ジェイムス・プルトニ第7代準男爵はそうした犠牲者の一人である。1811年ノーフォークにおいて、事故により顔の近くで火薬入れが爆発した際、彼は片目を失い、その後合併症で死亡した。アイルランド共和主義者同盟で著名な小説家チャールズ・キッカムは、1840年ごろ、当時13歳の時の爆発事故の結果、ほぼ視覚と聴覚を失った。火薬入れはこのような事故を防ぐため、設計や取扱い上の様々な予防措置が取られており、高価な製品では普通、16世紀の初期ごろから振り出し口を自動で閉じるためのバネが付属していた。ただしこれは、安価な角型製品ではあまり一般的な装置ではない。
前装式小銃の現代のマニュアルでは全て、絶対に火薬入れから銃身へとじかに火薬を注いではならないとしている。火薬の入れ過ぎや銃身の破裂を避けるためであるが、18世紀から19世紀初頭のイギリスのスポーツ記者会では、これは一般的な行為であり、明らかに多くの事故の原因であるとしている。いくつかのYoutubeの動画では古い流儀で装填が実演されている。その代わりに、火薬はチャージャーやパウダー・メジャーなど、別の容器に注がれなければならない。振り出し口の栓が予防措置としてメジャーの役割を果たしているものもあり、特に点火薬用の火薬入れに見られる。また、振り出し口自体がメジャーになっているものもあり、栓だけでなくスライド式の機構も本体からの火薬の供給を遮断する。このタイプのものは19世紀半ばに一般的に使用されるようになった。
高品質な銃にはしばしば、火薬入れ、チャージャーなどの備品が付属していた。数多くの火薬入れには、紐を通すための小型のリングが付いている。これは携行用に、首に紐を巡らして火薬入れを吊るためのものだった。18世紀に大きなポケットを付けた狩猟服がヨーロッパで使用されるようになる以前にはこれが主流だった。結び目やタッセルの付いたオリジナルの精巧な紐が残っているものもある。
初期の銃の多くは、2種類の異なった形状の火薬を必要とした。フリントロック式の銃では火皿に入れる細かい点火用の火薬、また主な火薬には粒子の粗い標準的な火薬が使われた。そこでメインの火薬入れと、より小さい「点火薬用の火薬入れ」の二種類の容器が必要とされた。18世紀頃に紙製薬莢はますます普及していき、生産される火薬入れの割合は、小型化された点火薬用のものが多くなった。
半島戦争中のイギリス陸軍では、牛角製火薬入れと点火薬用の火薬入れの問題を詳しく想定していたが、火薬を計る口の部分は外れて紛失しやすかったため、戦争中に非公式に紙製薬莢へと切り替えられた。火薬入れは、ジョン・H・ホール、クリスティアン・シャープス、クリストファー・マイナー・スペンサー達によって作り出された後装式の銃器の普及、さらに後にはオリバー・ウィンチェスターによる自己完結式の金属薬莢が開発され、これらの薬莢や銃弾が標準となったことで時代遅れとなり、最終的に使用されなくなった。
火薬入れは艦砲の点火薬用にも用いられた。こうした火薬入れは、個人用のサイドアームに使われる火薬入れと寸法が同等であるか、それよりやや大きい。艦砲に装薬を供給するための火薬入れには、長方形で大きめの箱が用いられ、火薬箱と呼ばれた。これらは事前に薬包を作る時と、砲撃時に粉状の火薬を詰める時の両方に使用された。

## 装飾

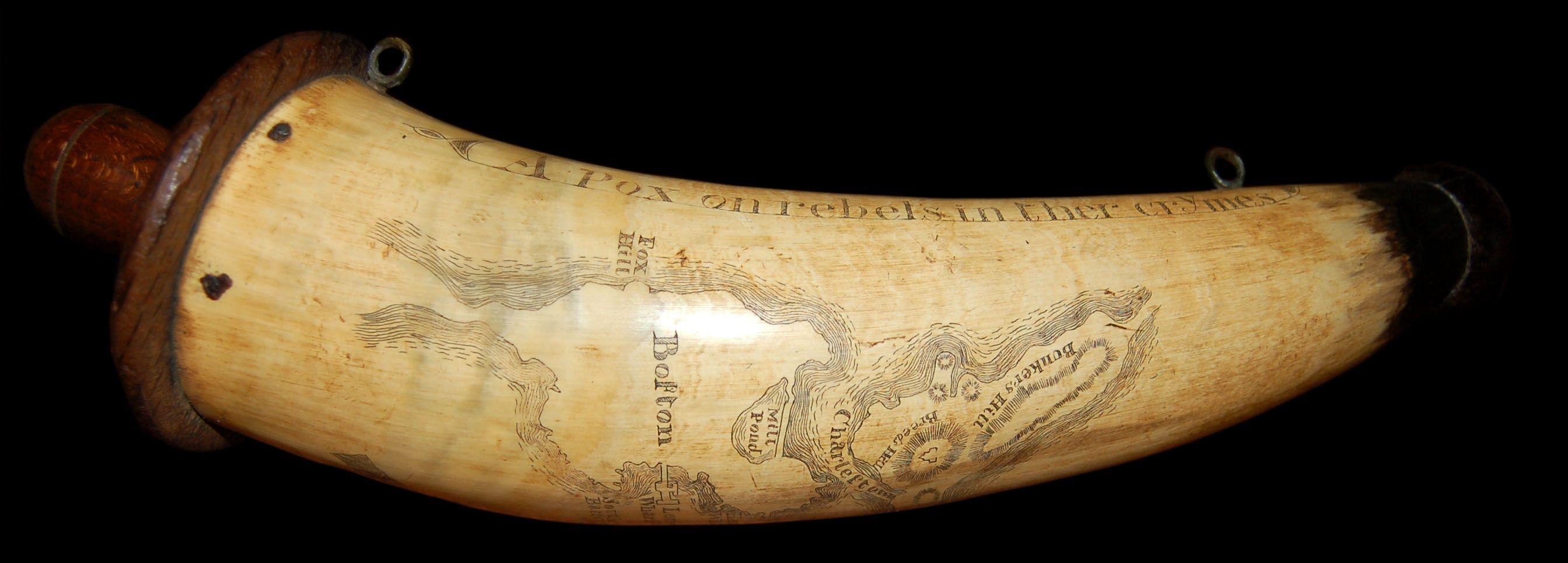
イギリス軍人の牛角製火薬入れ、1775年。マサチューセッツ州ボストンの地図が描かれているほか、「A Pox on Rebels in ther Crymes」の文が刻まれている。

近世には、銃を使っていた世界中の地域で作られた火薬入れは膨大な数にのぼったが、その大部分は機能的かつ質素なものであり、保存されるということも無かった。しかし、裕福なスポーツマンや軍人は火薬入れに高品質な装飾を施すことができ、また職人が作り上げた多数の火薬入れには、鯨骨などの彫刻細工と同様、フォークアートの彫刻が施された。このような火薬入れは様々な階級層によって収集された。初期の手製の製品は高価で、地元や軍の博物館、そして装飾芸術に関する場所で展示されている場合がある。他方、19世紀に大量生産された金属製の火薬入れは比較的安価でさほど古くはない骨董品であり、これらは広く収集されている。

### 西洋の様式
ドイツでは枝角などの素材が、インドでは象牙やヒスイなどが、特に華美で豪奢な火薬入れを作る材料だった。16世紀や17世紀初期のドイツ製火薬入れには、多種多様な場面を描いた非常に豪華な彫刻が施されたものがある。例えば、人物を象徴的に描いた図像のような物である。枝角は、狩りと関連する器具の装飾に用いられた。銃床のボタン、ナイフの柄、そして馬の鞍などである。これら全ては、枝角の薄片に彫刻を施した物で飾られた。ドイツの王子の護衛は制服として、しばしば紋章のデザインで飾られた精巧な火薬入れを装備していたとされる。

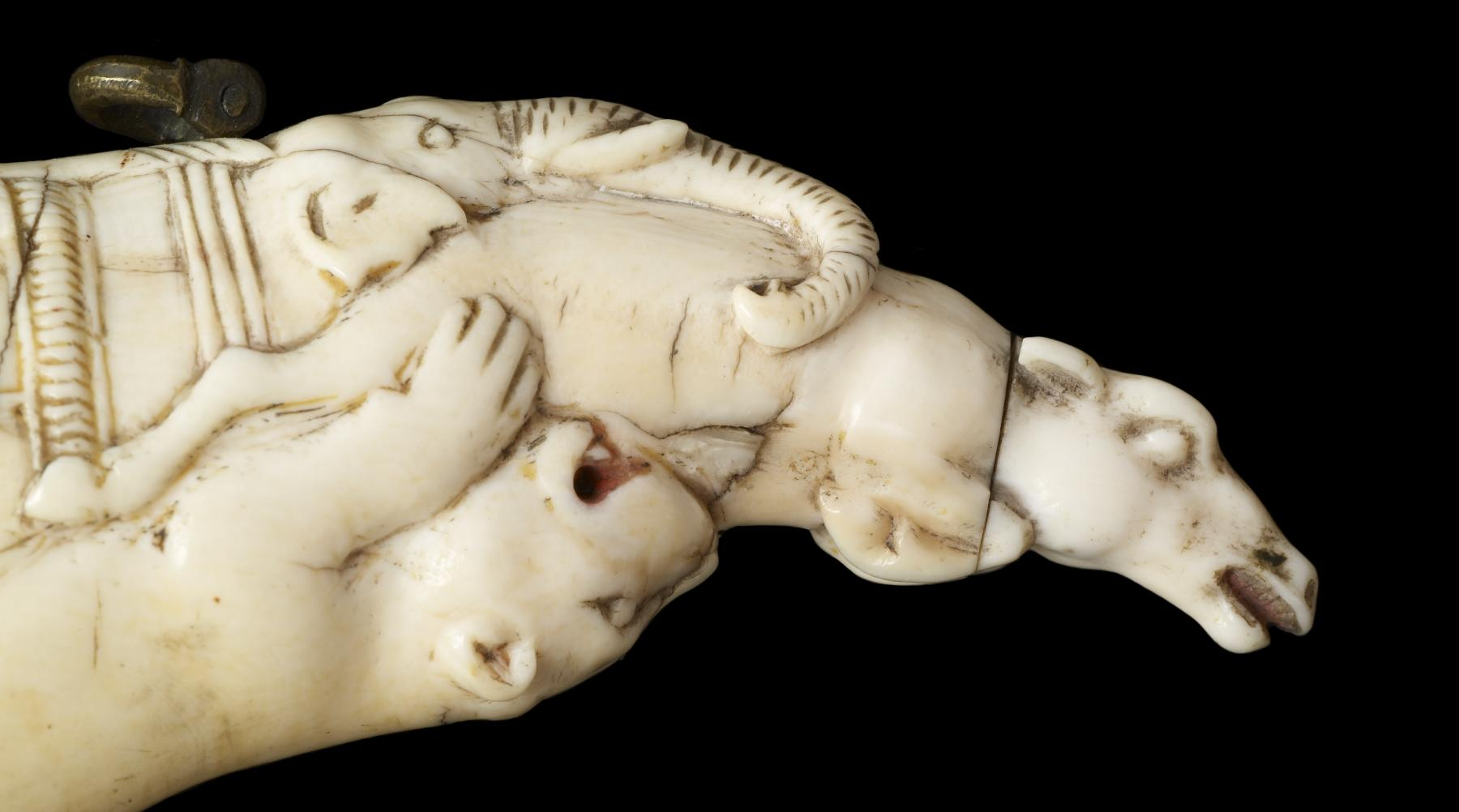
18世紀、インド製の象牙の火薬入れ。獣を組み合わせた先端部のディティール。

19世紀までには、中央部に浅い浮き彫りを施した、押し型で作られる金属製の火薬入れが主流となった。特定のメーカーによる標準的なタイプが、市場を独占しており、銃器や火薬のメーカーによって生産されていたものには商標や広告がつけられていた。小型の火薬入れの形状は洋ナシ型が主流とり、その多くはポケットに入れて携行されていたと考えられる。

### アジア地域
ムガル帝国と、その後の時代の象牙でできた火薬入れは、点火薬用のものとみなされている。これらは牙の先端部の形状から、魚に似た形をしている。またこれらには時折、高浮き彫りで複数の獣が彫り込まれ、概して互いに攻撃している。先端部では獣達の胴部が丸彫りとなっている。攻撃を加えるものと獲物とされるものの胴体は密着し、またしばしば不自然に絡み合う。このような形状は「混ぜ合わされた動物（composite animal）」と呼ばれて、芸術史研究者の興味を惹いてきた。インドのヒンズー教の信者にとってはおそらく象牙彫刻自体が好ましいものではなく、16世紀以降、ポルトガル領ゴアに設立された彫刻学校などから広まってその伝統が開花した。17世紀から19世紀初期までの火薬入れは、特に古代スキタイと関連する動物の様式において、古代の作品群を強く反映している。今は失われたが、伝統の中期では火薬入れの素材として木材が提案されたこともあった。ただしインドのような場所ではこれは腐朽しやすい素材だった。これらの地域の火薬入れを、収集家達はインド・ペルシアの用語を用いて「barut-dan」と呼ぶことがある。江戸時代の日本の火薬入れは、既に高度に発達した日本の様式と素材で製作された。それは火薬入れなどの個人用の小さな持ち物を装飾するもので、しばしば漆塗りの木材が用いられ、非常に用途に適した素材だった。

## 画像

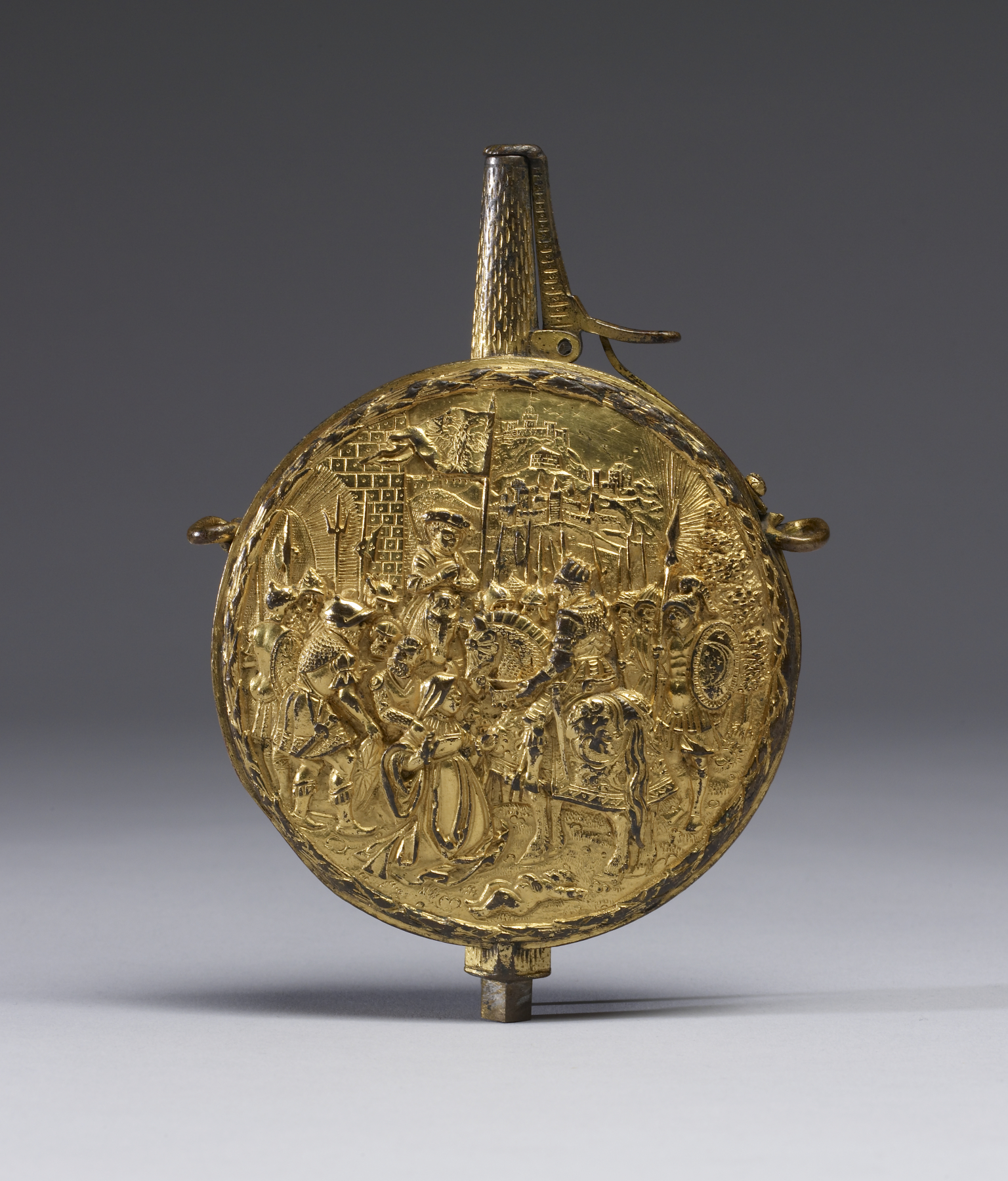
1530年から1550年頃のドイツの箔押しされた銅製火薬入れ。スプリング付きで点火薬用のものである。「The Justice of Trajan」のモチーフが描かれている。
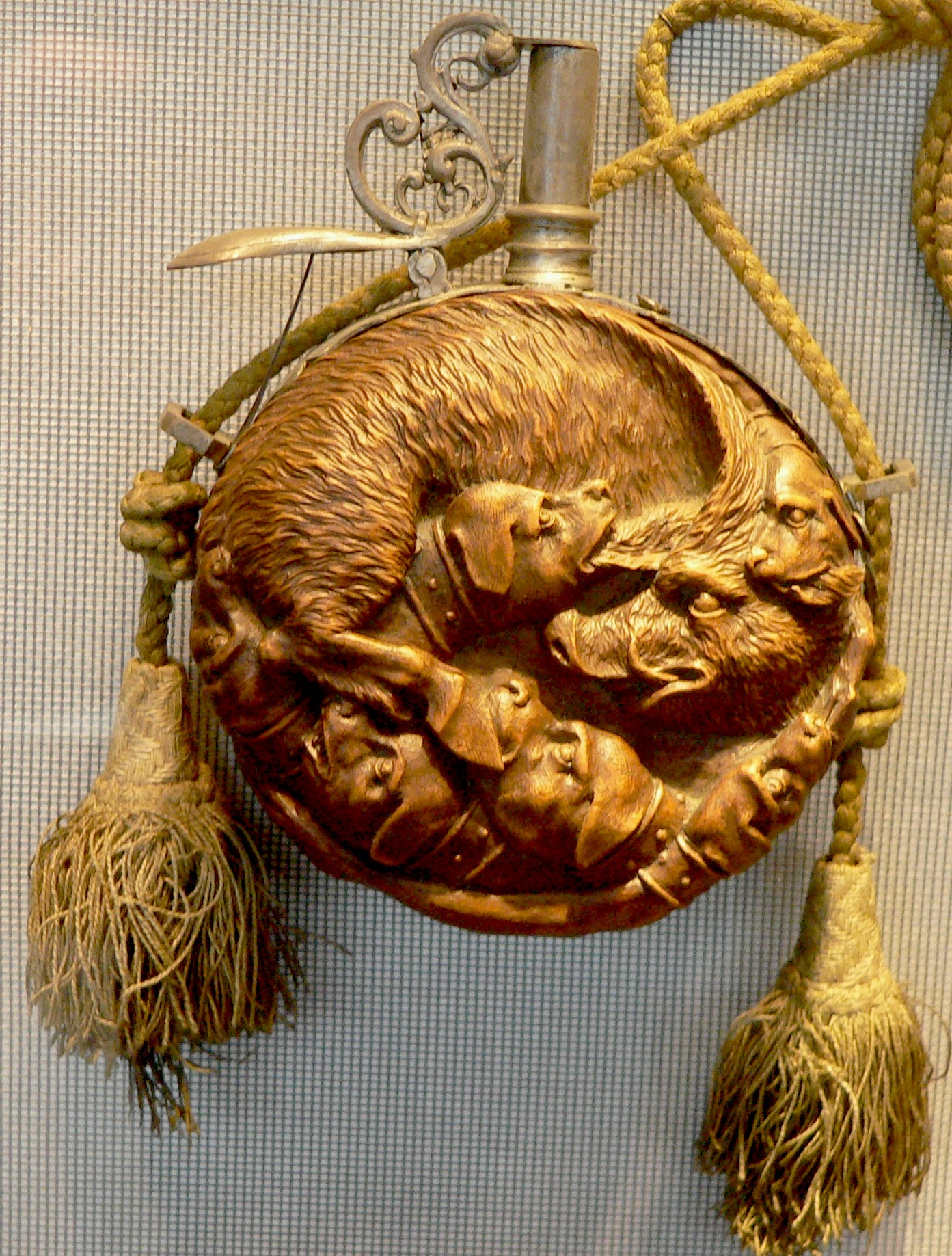
ドイツの16世紀の火薬入れ。猪を襲う犬が描かれている。木材が銀で裏打ちされ、スプリングが付いている。
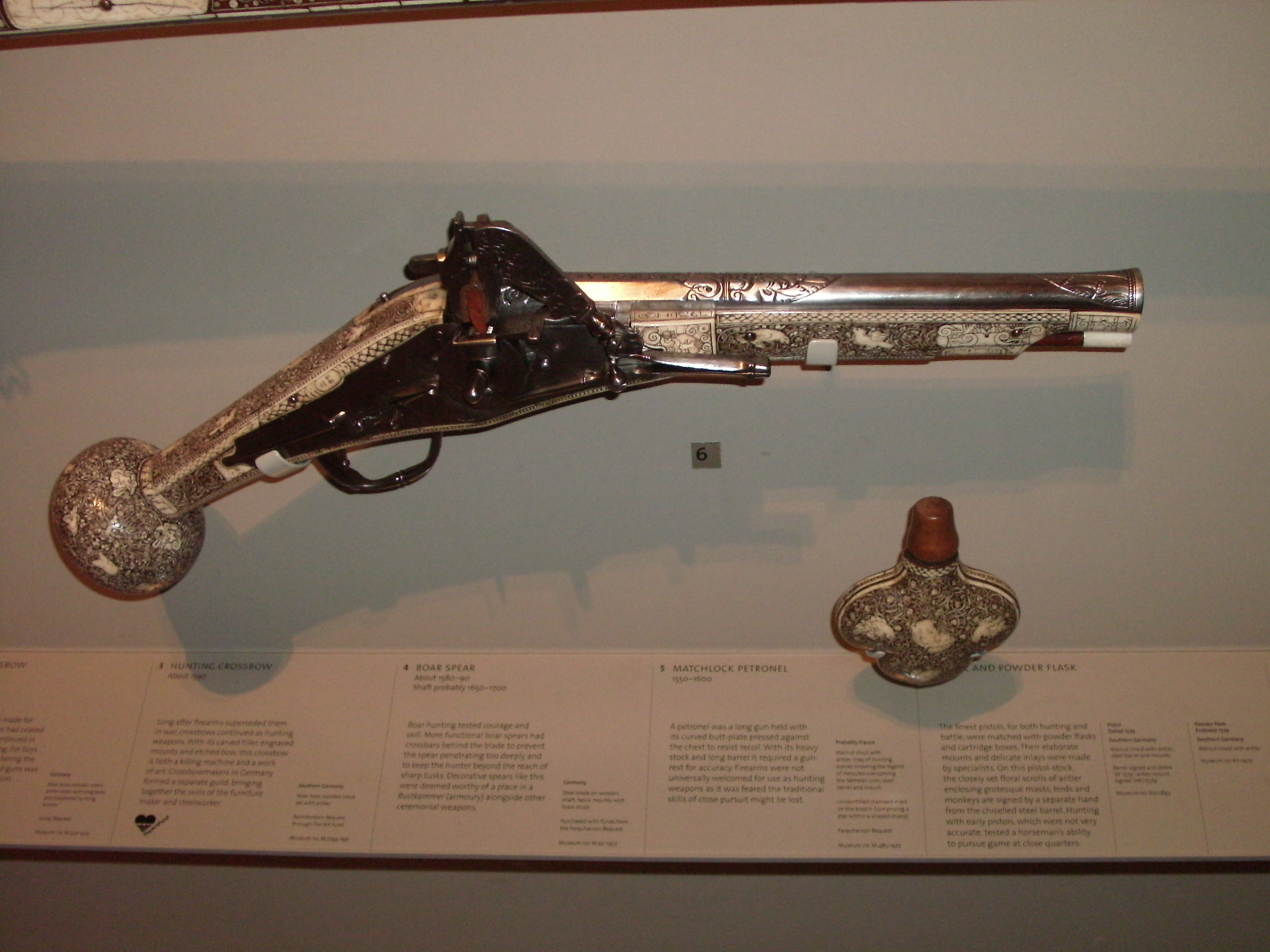
火縄式のピストルと火薬入れ。ドイツ、おそらく1579年の物。両方とも精巧な枝角の彫刻をはめ込んで装飾されている。
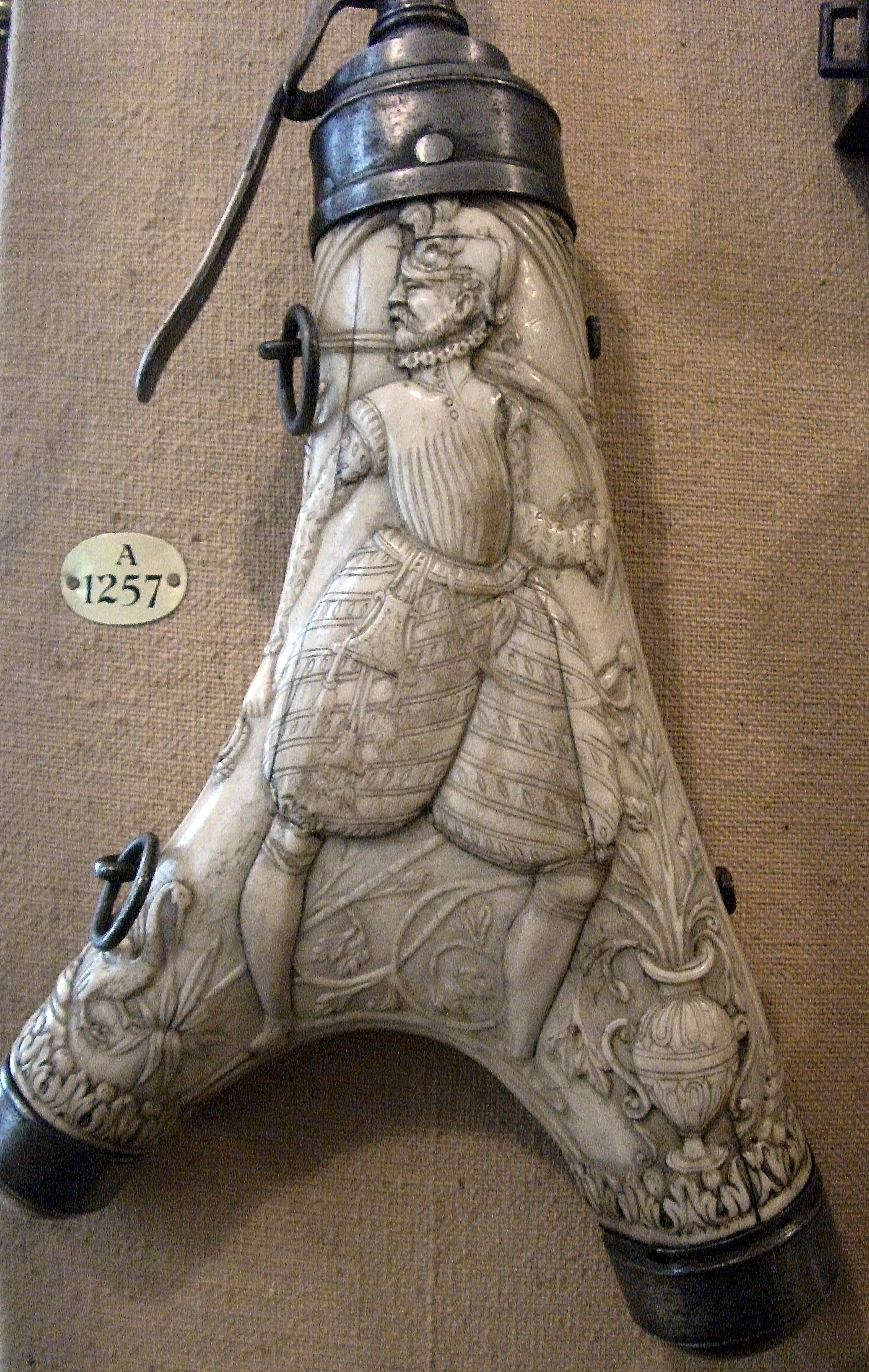
フランス製、枝角と鉄を用いた1590年頃の作品。人物像は小銃と火薬入れをベルトに携行している。
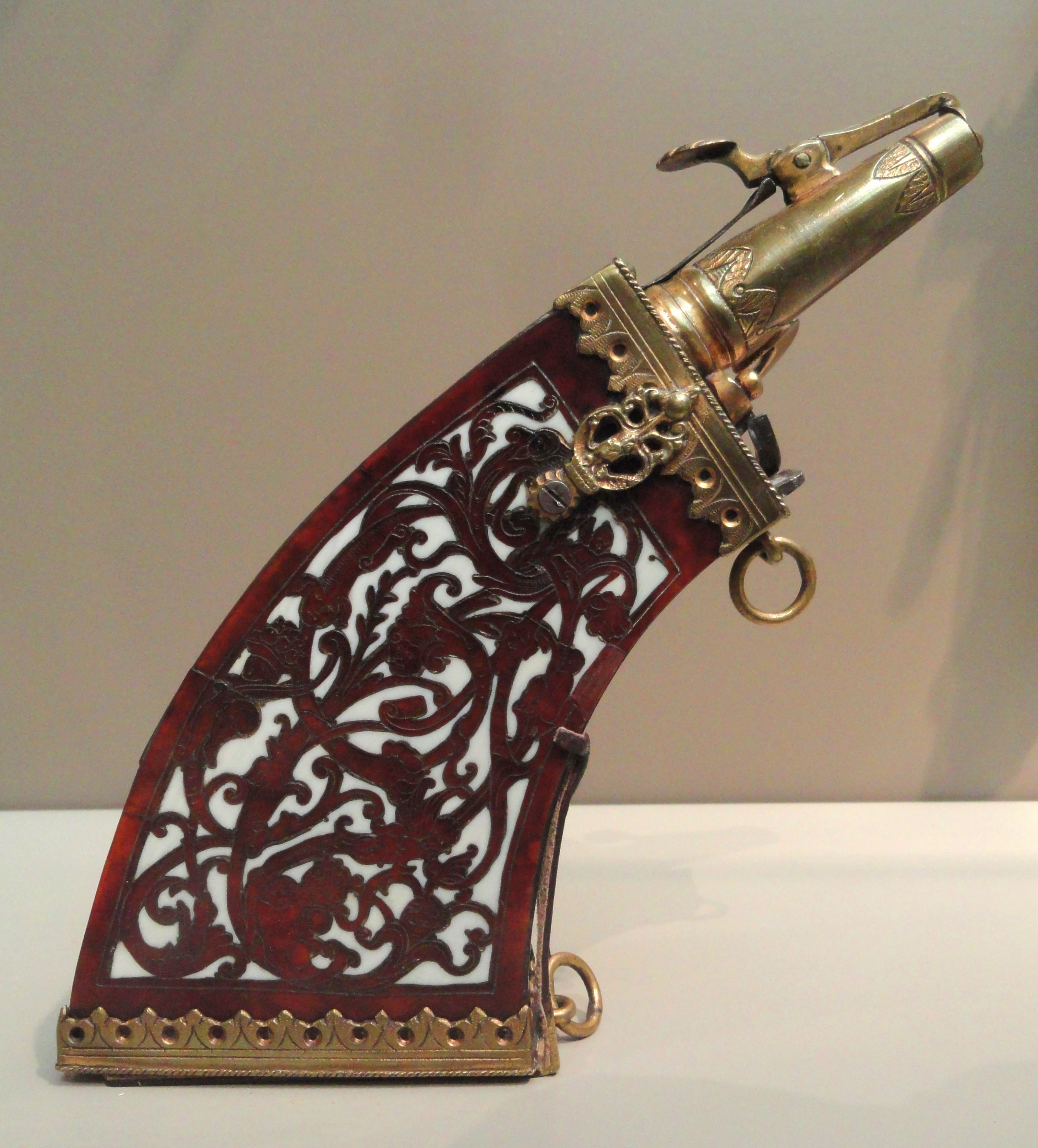
ドイツ、1630年から1640年の物。 木材と彫刻の施された鼈甲を使用。
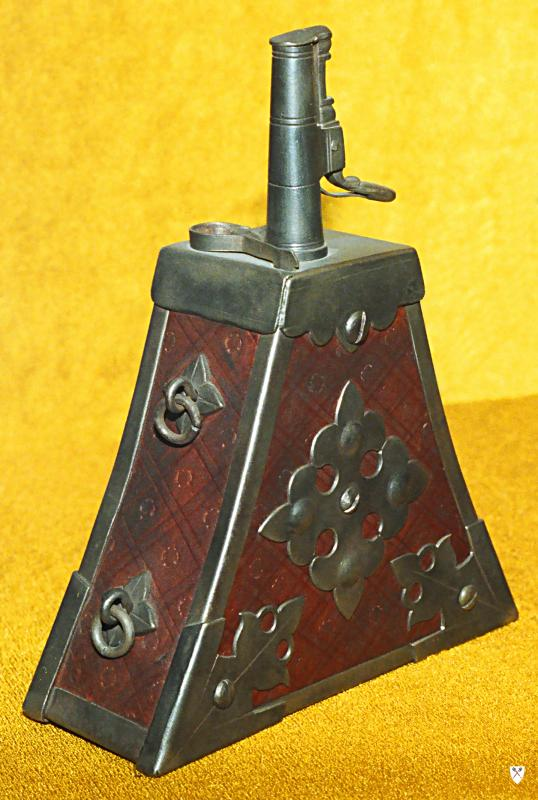
16世紀か17世紀の点火薬用の火薬入れ。おそらくロシア製。
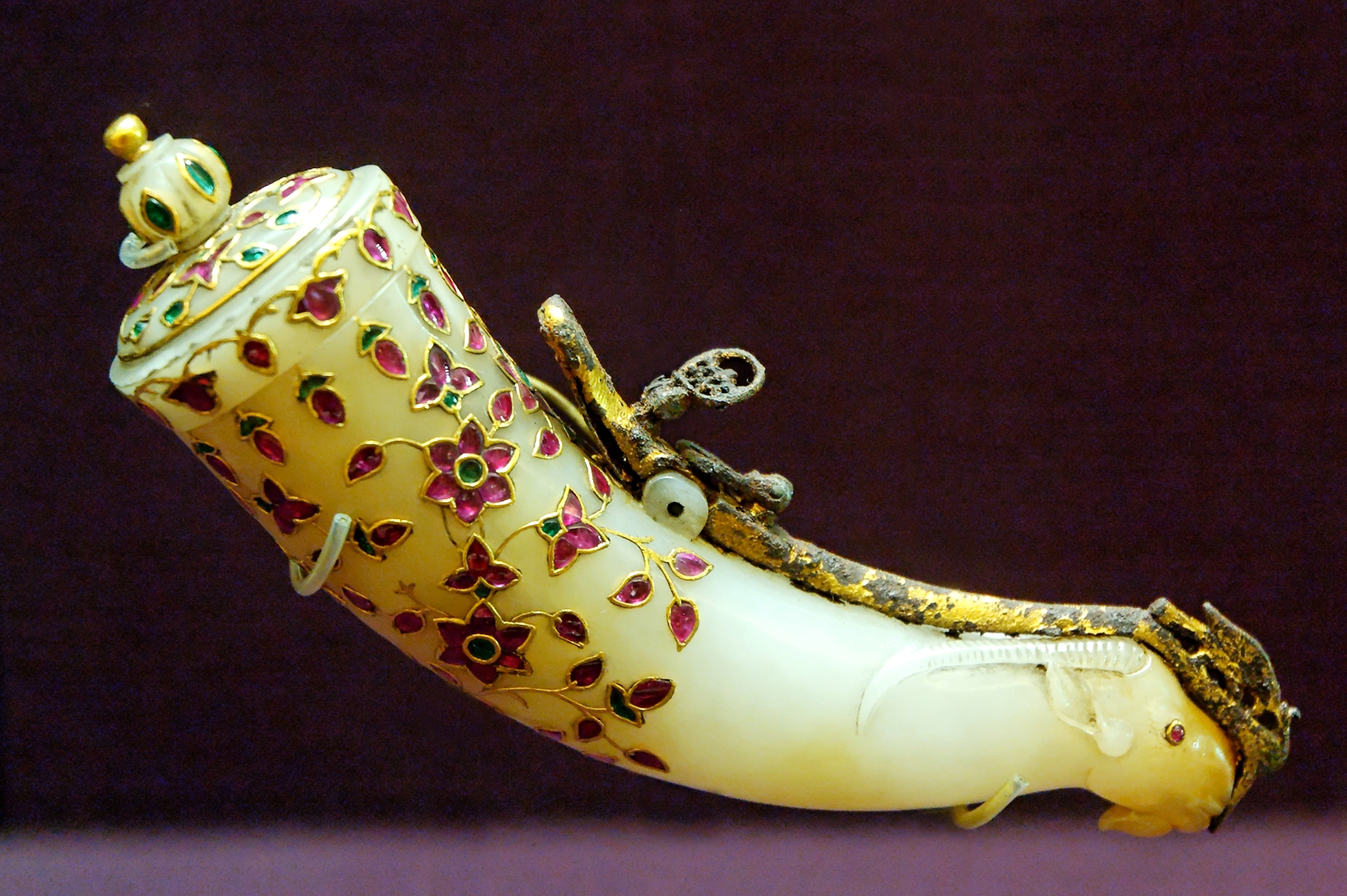
ムガル帝国の作品。宝石で飾られたヒスイ製の火薬入れで、いまだにスプリングが付属している。17世紀。
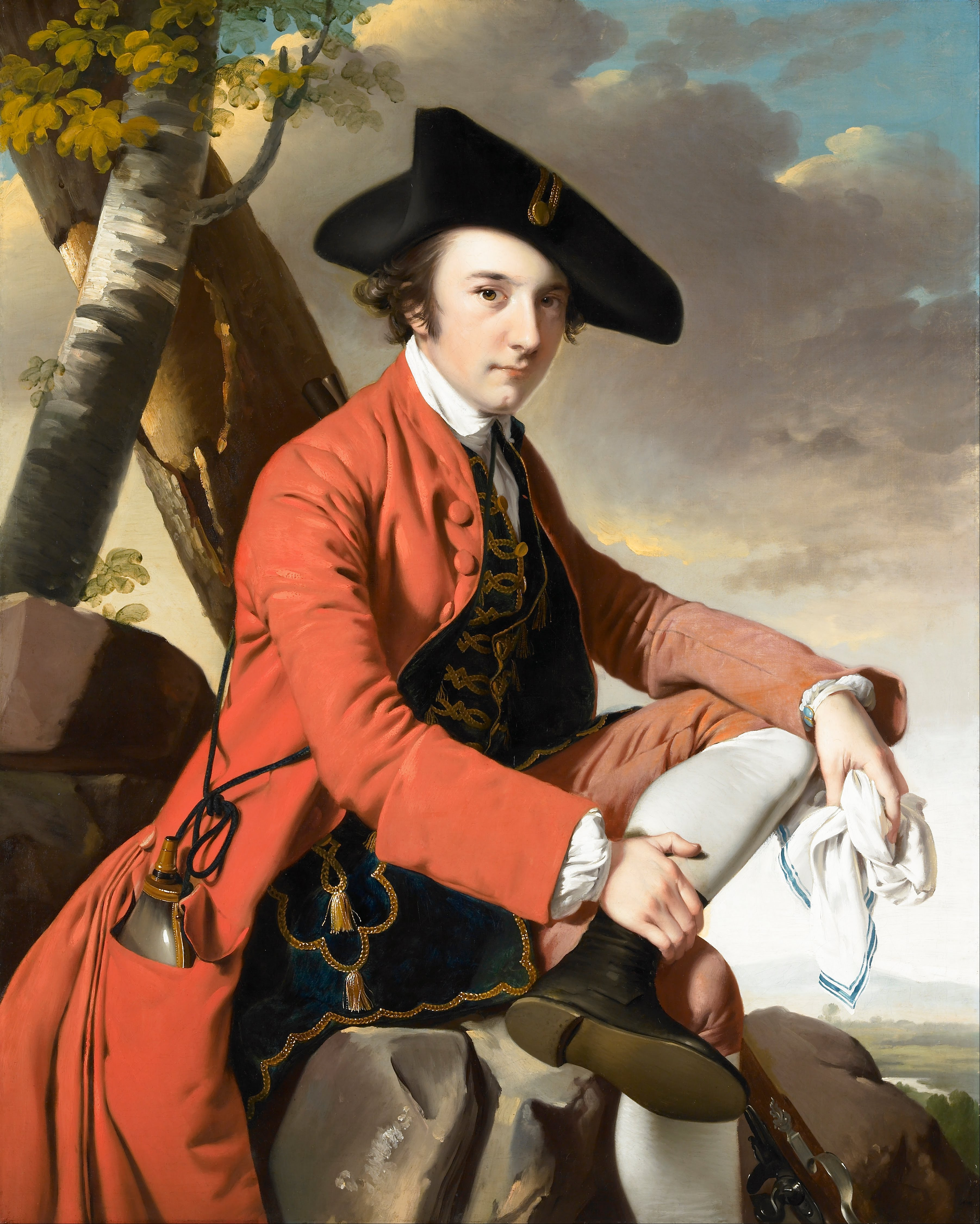
イギリスの画家ジョセフ・ライトによるFleetwood Heskethの肖像画。1769年。通常そうであるように、彼のポケットの火薬入れは簡素な製品である。
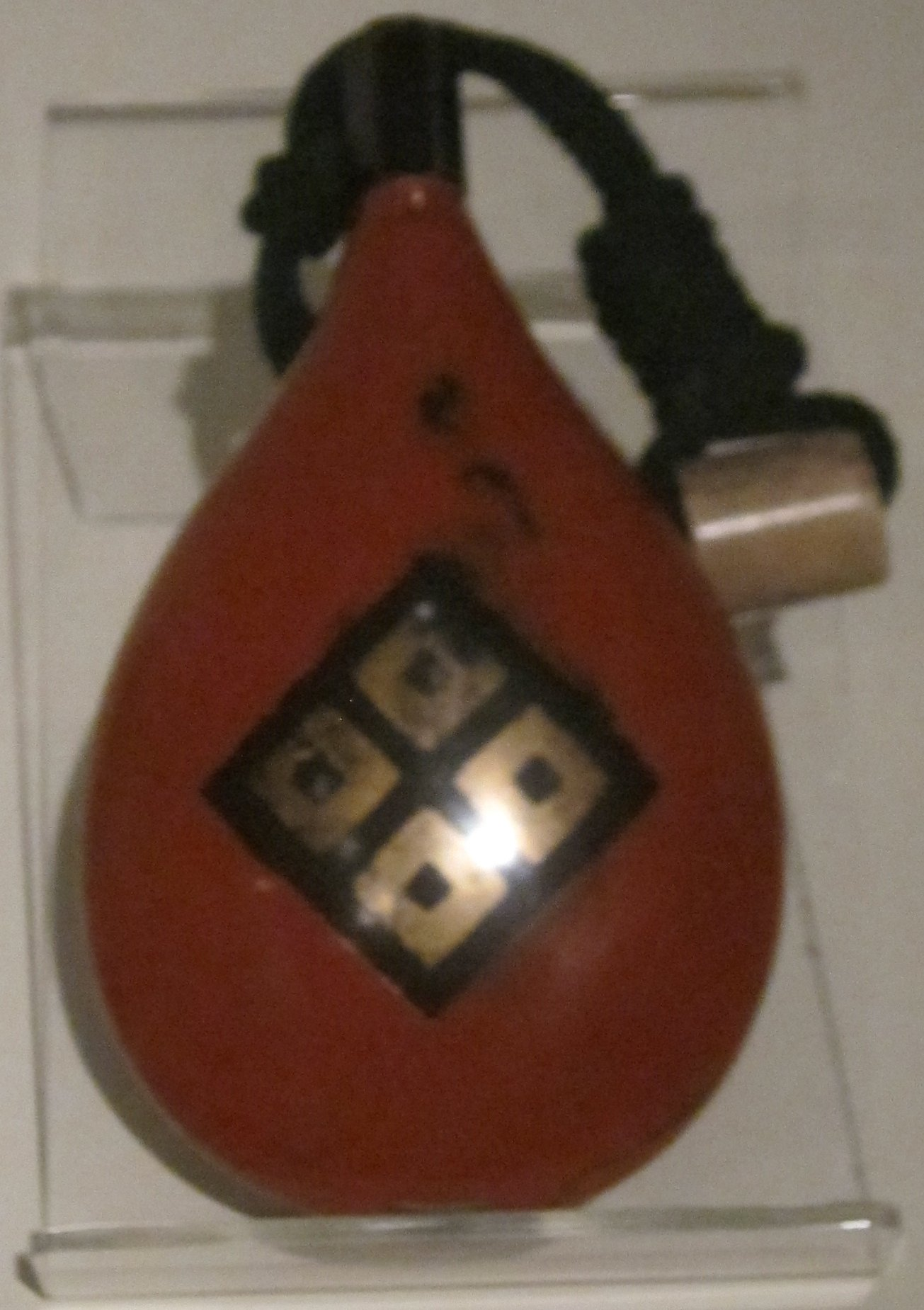
日本製、18世紀の作品。漆塗りの木材と枝角で作られている。
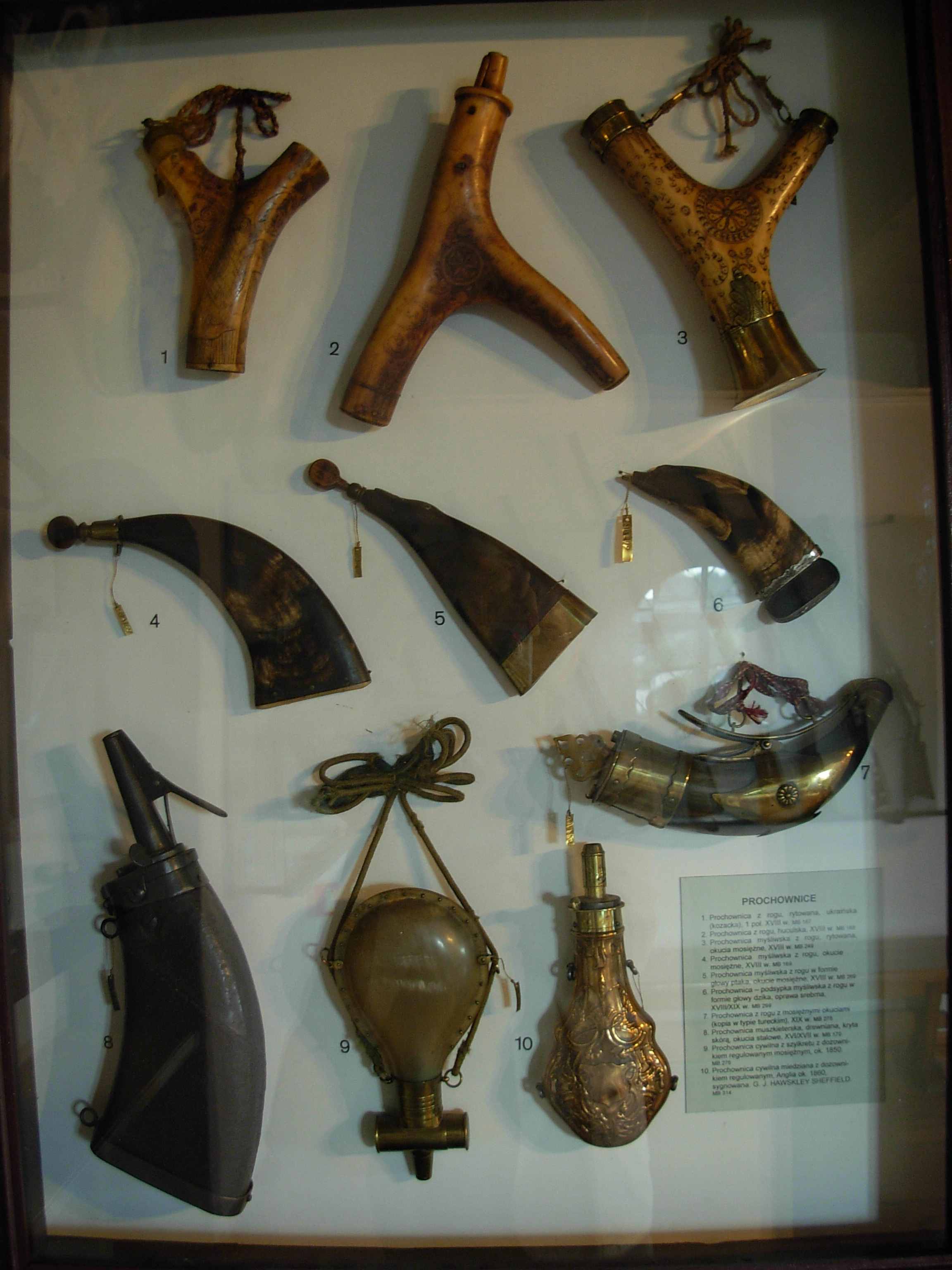
ポーランドの多様な火薬入れ。大部分は18世紀か19世紀のもの。
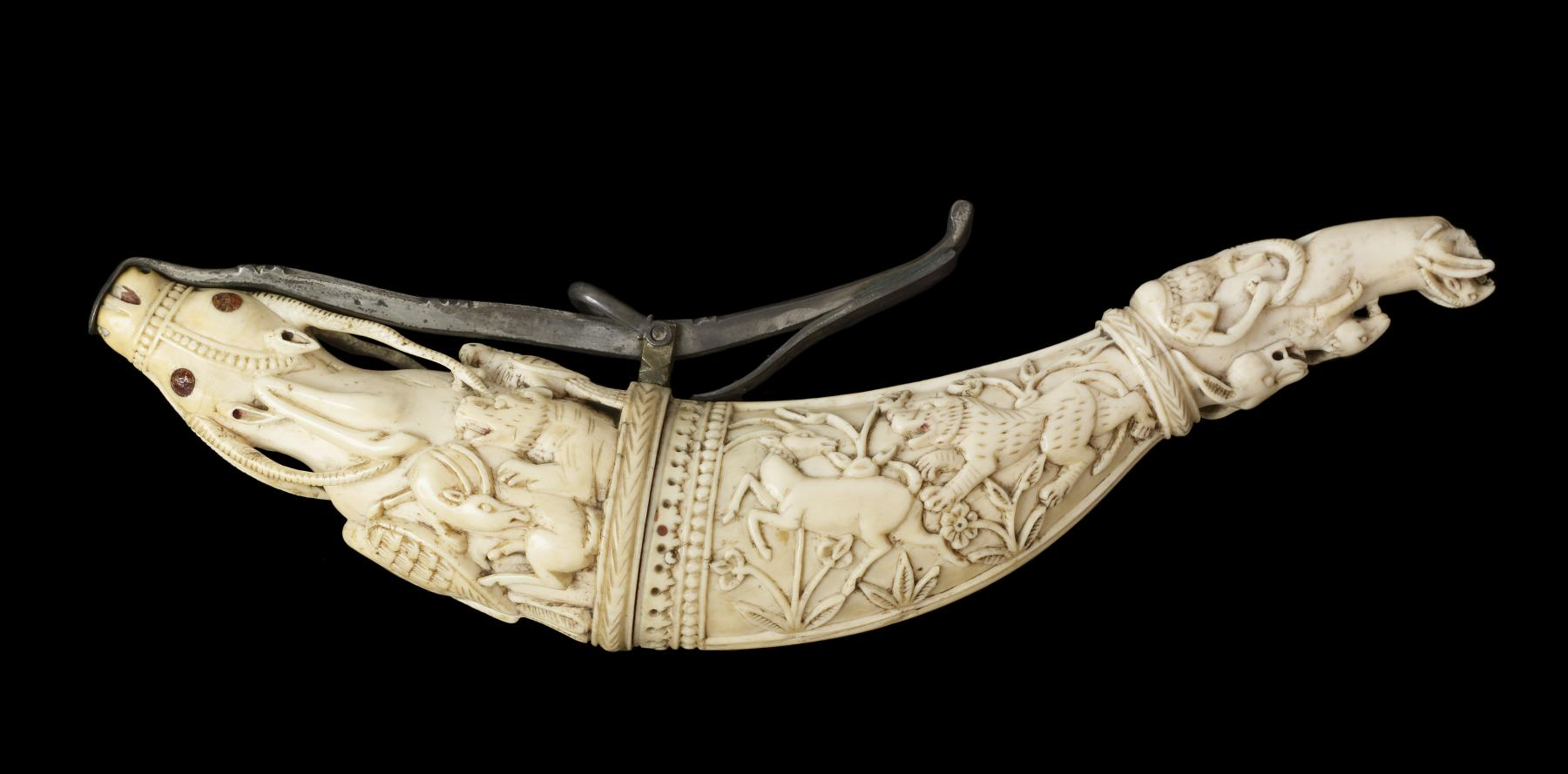
象牙と琥珀でできたインドの火薬入れ。鉄製のスプリング機構が付属。18世紀か19世紀の物。
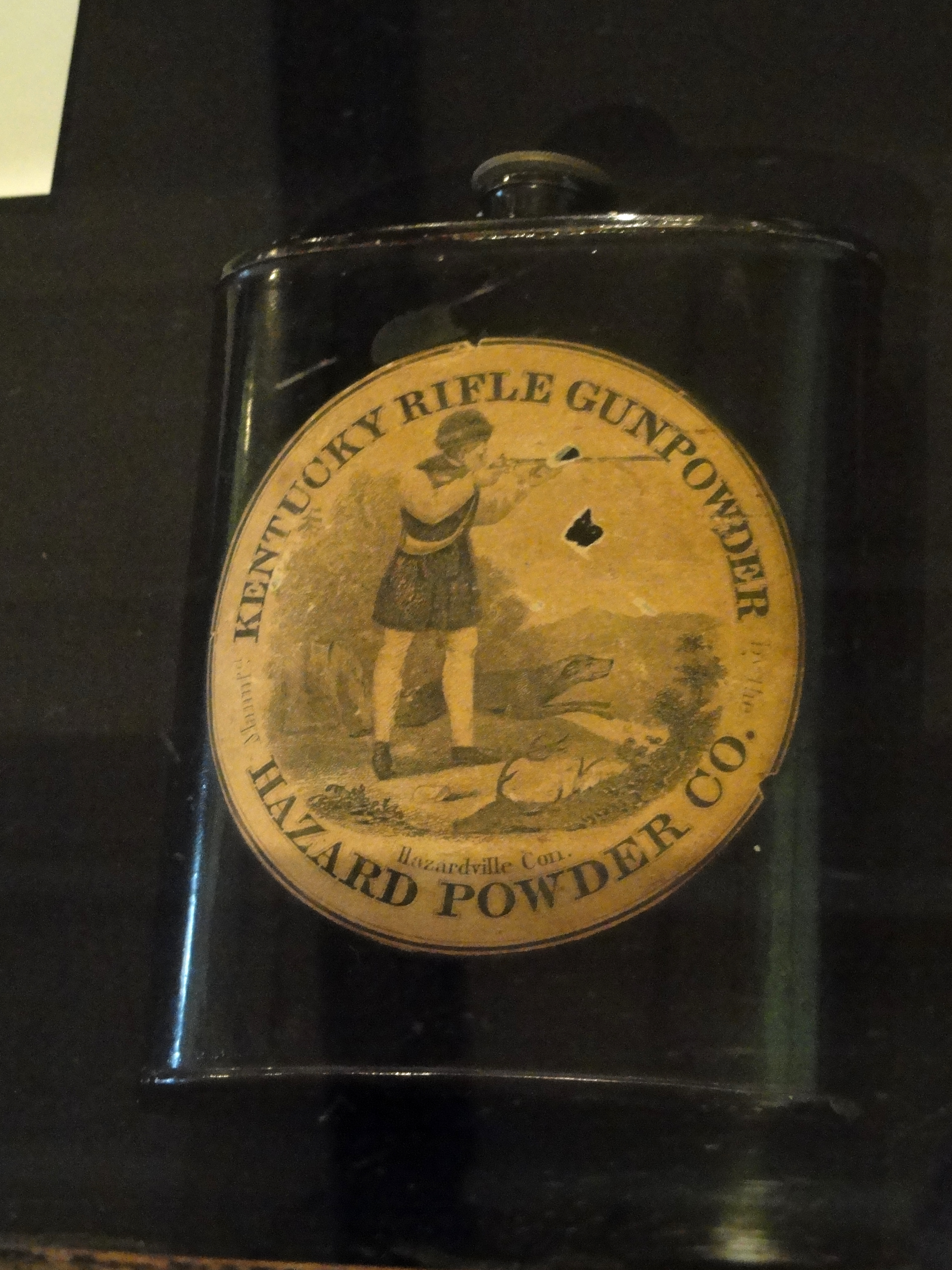
19世紀、アメリカのメーカーが生産した金属製火薬入れ。
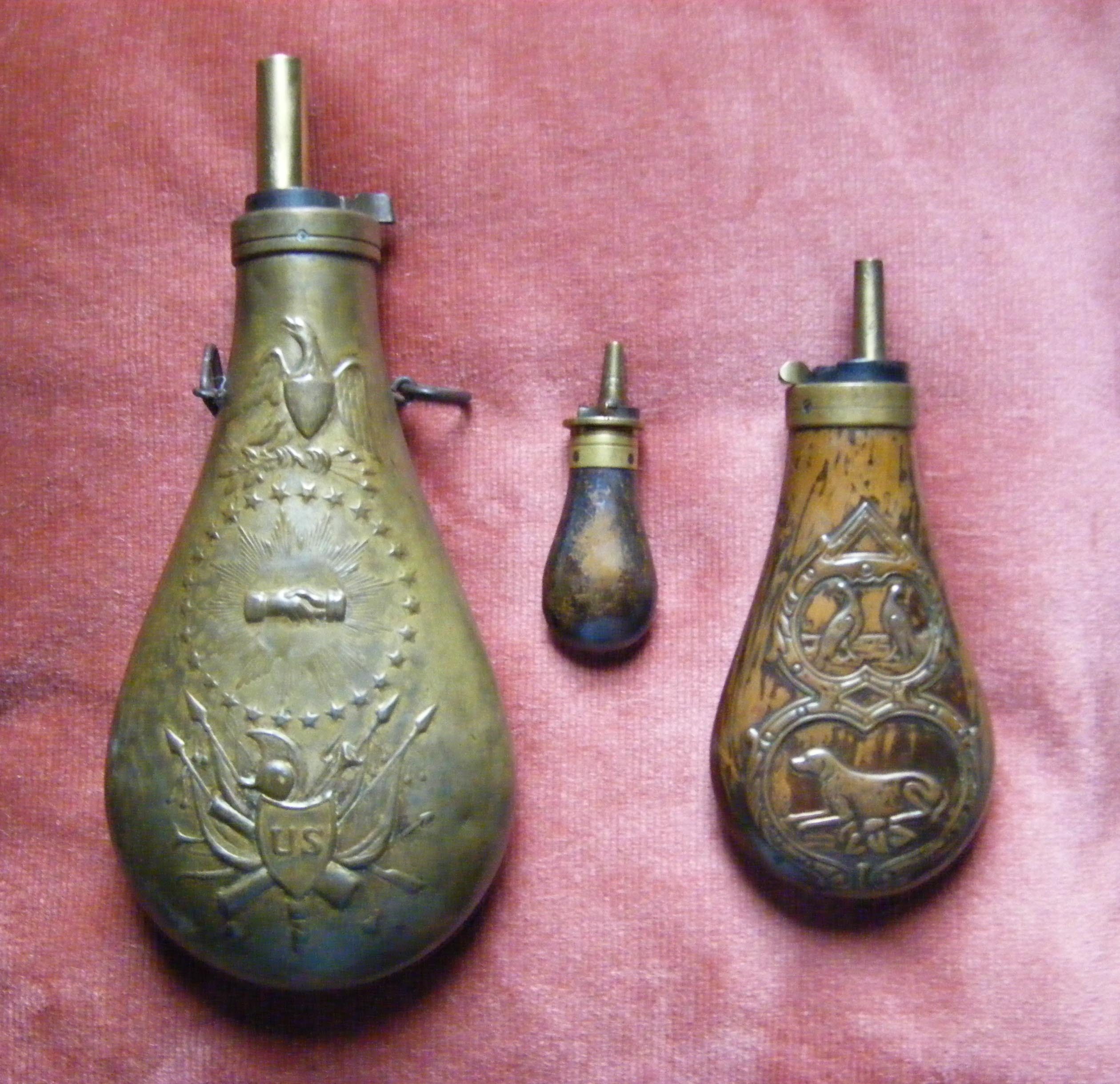
アメリカ、19世紀。左はコルト社製のモデル。右はレミントン社製。
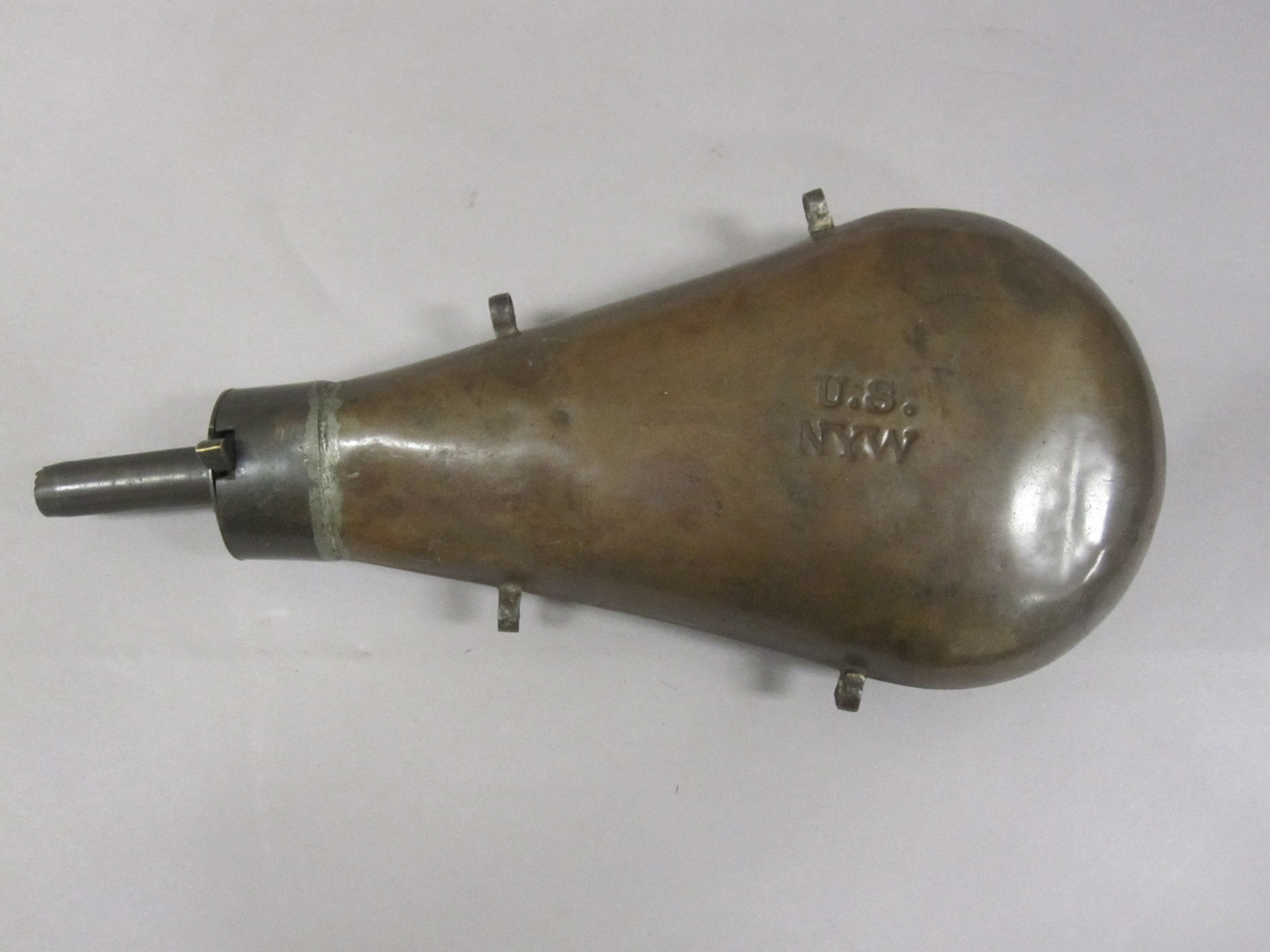
アメリカ海軍の火薬入れ、艦砲の点火薬用。1842年以降の製品。

## 関連書籍
- Ray Riling, The Powder Flask Book, 1953, the standard work on 19th-century American flasks.